# منتخب إسبانيا لكرة الماء للسيدات
منتخب إسبانيا لكرة الماء للسيدات هو ممثل إسبانيا في رياضة كرة الماء للسيدات.

## سجل المشاركات

### الألعاب الأولمبية الصيفية
| - 2000: لم يتأهل - 2004: لم يتأهل | - 2008: لم يتأهل - 2012: ميدالية فضية |

### بطولة العالم لكرة الماء للسيدات
| - 1986: لم يشارك - 1991: لم يشارك - 1994: لم يتأهل - 1998: المرتبة 9 - 2001: لم يتأهل | - 2003: المرتبة 8 - 2005: المرتبة 11 - 2007: المرتبة 7 - 2009: المرتبة 8 - 2011: المرتبة 11 |

### بطولة أوروبا لكرة الماءللسيدات
| - 1985: لم يشارك' - 1987: لم يشارك - 1989: لم يشارك - 1991: لم يشارك - 1993: المرتبة 9 - 1995: المرتبة 9 - 1997: المرتبة 4 | - 1999: المرتبة 6 - 2001: المرتبة 6 - 2003: المرتبة 6 - 2006: المرتبة 4 - 2008: الوصيف - 2010: المرتبة 6 - 2012: المرتبة 5 |